# 牵引圆
牵引圆(traction circle)、牵引力圆是考虑车辆轮胎和路面之间动态相互作用的有用方法。下图是从上往下看的路面与车辆，路面位于x-y平面上。连接轮胎的车辆正沿y轴正方向移动。
在本例中，车辆将向右转弯（即正x方向指向拐角中心）。请注意，轮胎的旋转平面与轮胎实际移动方向（正y方向）成一定角度。换言之，与其简单地允许轮胎在其“指向”的方向上“滚动”（在这种情况下，从正y方向向右），轮胎必须在其指向的不同方向上“滑动”，以保持其在正y方向上的“向前”运动。轮胎“指向”的方向（其旋转平面）与轮胎实际行驶方向之间的差异就是侧偏角。
在打滑时，轮胎可以在与路面接触的地方产生水平力。该力在图中用矢量F表示。注意，在本例中，F垂直于轮胎平面。这是因为轮胎可以自由滚动，车辆的制动器或传动系不会对其施加扭矩。然而，情况并非总是如此。
F的大小受虚线圆圈的限制，但它可以是不超出虚线圆圈的组件Fx和Fy的任意组合。（对于现实中的轮胎，圆可能更接近椭圆，y轴略长于x轴。）

在本例中，轮胎在x方向（Fx）上产生一个力分量，当通过悬架系统与其他轮胎的类似力一起转移到车辆底盘上时，该力分量将导致车辆向右转向。请注意，在负y方向（Fy）上也有一个小的力分量。这表示如果没有其他力的抵消，将导致车辆减速的阻力。这种阻力是轮胎产生侧向力的侧偏机制不可避免的结果。

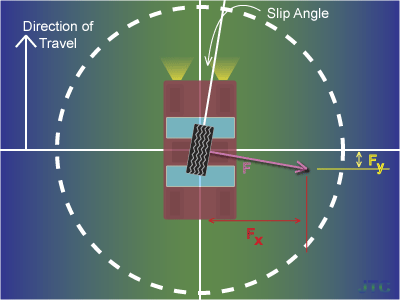
牵引圆